# Agyrta conspicua
Agyrta conspicua är en fjärilsart som beskrevs av William Schaus 1911. Agyrta conspicua ingår i släktet Agyrta och familjen björnspinnare. Inga underarter finns listade i Catalogue of Life.